# Poromitra glochidiata
Poromitra glochidiata är en fiskart som beskrevs av Kotlyar 2008. Poromitra glochidiata ingår i släktet Poromitra och familjen Melamphaidae. Inga underarter finns listade i Catalogue of Life.